# Kanton Belfort-Sud
Kanton Belfort-Sud (fr. Canton de Belfort-Sud) je francouzský kanton v departementu Territoire de Belfort v regionu Franche-Comté. Skládá se pouze z jižní části města Belfort.